# Hummer Motor Car Company
Hummer Motor Car Company war ein US-amerikanischer Hersteller von Automobilen.

## Unternehmensgeschichte
Das Unternehmen wurde 1904 in Kansas City in Kansas gegründet. Es stellte bis 1905 Automobile her. Der Markenname lautete Kansas City Hummer.

## Fahrzeuge
Das einzige Modell wird als Motor Buggy beschrieben. Ein luftgekühlter Zweizylindermotor war vorne im Fahrzeug montiert. Er trieb über ein Planetengetriebe und eine Kette die Hinterachse an.